# 名鉄モ600形電車 (2代)
名鉄モ600形電車（めいてつモ600がたでんしゃ）は、名古屋鉄道（名鉄）が岐阜地区の直流600 V電化路線区の一つである美濃町線において運用する目的で、1970年（昭和45年）に導入した電車である。名鉄に在籍する吊り掛け駆動車各形式のうち、間接非自動進段制御器を搭載するHL車に属する。
モ600形は美濃町線から田神線経由で直流1,500 V電化路線区の各務原線へ乗り入れ、新岐阜（現・名鉄岐阜）へ直通運転する列車の運用に供するため、直流600 V電化区間および同1,500 V電化区間の両方を走行可能な複電圧車両として設計・製造された。また、美濃町線の狭小な車両限界に対応するため、前後の車端部を大きく絞り込んだ特異な外観を特徴とし、その外観は「馬面電車」とも形容された。
モ600形はモ601 - モ606（形式・記号番号とも2代）の全6両が新製され、1970年代当時衰退の一途を辿っていた路面電車用車両として久方ぶりの新型車両であることなどが評価を受け、鉄道友の会より1971年（昭和46年）度のローレル賞を受賞した。
後年、モ800形（2代）の導入に際して2000年（平成12年）に5両が廃車となり、残存した1両は2005年（平成17年）3月の美濃町線を含む岐阜地区の架線電圧600 V路線区全線廃止まで運用された。
以下、本項においてはモ600形を「本形式」と記述し、形式・記号番号については特に区分の必要がある場合を除いて（初代）または（2代）の表記を省略する。

## 導入経緯
1967年（昭和42年）に岐阜地区の架線電圧600 V路線区にて運用される鉄軌道車両の検査を受け持っていた岐阜工場（岐阜検車区）の岐阜市市ノ坪町への移転に伴って、美濃町線競輪場前付近より分岐して岐阜工場に至る引込線が新設された。新工場は各務原線の細畑 - 田神間に相当する位置に、各務原線の線路に隣接する形で建設されたことから、名鉄はこの引込線を活用し、従来徹明町を終起点とした美濃町線の列車を各務原線経由で新岐阜へ直通運転することを計画した。計画の内容は、岐阜工場への引込線（後の田神線）を延長して各務原線と直結し、美濃町線方面から田神線・各務原線を経由して新岐阜へ直通する列車を設定するものであった。
ただし、軌道法に基いて敷設され、一部併用軌道区間を有する美濃町線と鉄道路線の各務原線では架線電圧のほか車両規格も全く異なるため、直通列車の設定に際しては双方の区間の走行条件を満たす車両を新たに導入することとなった。1969年（昭和44年）8月に日本車輌製造によって作成された設計図面「7C-8900」に基き、翌1970年（昭和45年）6月にモ600形601 - 606の6両が新製された。
本形式の車体寸法は相対的に狭小な美濃町線の車両限界を考慮して決定され、また美濃町線と岐阜市内線の連絡停留場である徹明町の交差点部分に存在する急曲線を通過可能とするため、前後の車端部が大きく絞り込まれている。主要機器については従来車の廃車発生品を多く流用し、電圧転換装置を搭載して直流600 V電化区間および同1,500 V電化区間の両方を走行可能としている。
本形式の導入により1970年（昭和45年）6月から直通列車の運用が開始された。従来、美濃町線沿線より新岐阜方面へ向かうには、徹明町を経由して岐阜市内線の新岐阜駅前まで乗車する必要があったが、この直通列車の新設により同方面へのアクセスは飛躍的に向上することとなった。

## 車体
全長14,890 mm・全幅2,236 mmの全鋼製車体を備える。前述の通り、車両限界抵触回避を目的として、車体断面が側面の客用扉付近から車端部にかけて強く絞り込まれる構造となっており、前後妻面部分の車体幅は1,660 mmと車体中央部と比較して576 mm狭幅化されている。
前後妻面に運転台を備える両運転台構造を採用、連結運転を考慮して妻面中央部には700 mm幅の貫通扉が設けられ、その左右に縦長形状の前面窓を配した3枚窓構造である。運転台は中央部に設置されたため、可動部分である貫通扉部に主幹制御器（マスコン）および計器類を設置するなど、狭小なスペース内に運転関連機器を配置するにあたって設計上の工夫が凝らされている。前照灯はシールドビーム式のものを左右窓上の幕板部へ各1灯、後部標識灯は腰板下部へ左右各1灯設置し、その他車幅灯を後部標識灯の外方に左右各1灯設置する。また、前照灯間の幕板中央部には行先表示幕用の表示窓が設置されているが、実際の運用に際しては貫通扉下部に設置された行先表示板を使用した。
側面には乗務員用の一段落とし窓構造の狭幅窓、700 mm幅の2枚重ね引き扉構造の客用扉、および780 mm幅の一段上昇構造の側窓をそれぞれ備える。片側2箇所の客用扉間に設置された計10枚の側窓は、3枚・4枚・3枚の形で太い窓間柱によって区切られており、側窓外側には保護棒が設置されている。側面窓配置は 1 D 3 4 3 D 1 （D：客用扉）である。客用扉の引き込み方向は車端部側とし、客用扉と乗務員窓の間に設けられた戸袋部へ引き込む構造である。客用扉下部には鉄道線区間にて用いる引き出し式のステップと、軌道線区間にて用いる折り畳み式のステップの、二種類の内蔵式可動ステップを設置する。
車体塗装は、本形式落成当時の名鉄幹線系統における主力車両であった7000系「パノラマカー」と同一のスカーレット地に、窓下幕板部へ白色の太帯を配した仕様である。
屋根上には集電装置である菱形パンタグラフのほか、冷房装置様の箱状の機器を3基搭載するが、これらは床下の機器搭載スペースの関係から屋根上搭載となった抵抗器で、うち大型の2基が主回路用抵抗器、小型の1基が電動発電機 (MG) など補助機器用抵抗器である。
車内座席は全席とも転換クロスシート仕様である。本形式の狭幅車体という設計上の制約から、座席間の通路の有効幅を確保する目的で2人掛け座席と1人掛け座席を組み合わせて2+1配置とし、車内中央部を中心として2人掛け座席と1人掛け座席が点対称で配列されている。車両定員は90人で、うち座席定員は32人である。車内照明は蛍光灯式で、20 W蛍光灯を1両あたり12灯設置する。その他、美濃町線を含む軌道線所属車両としては初採用となる車内扇風機を、2人掛け座席部分直上の天井肩部へ1両あたり4台設置する。

## 主要機器
前述の通り、主要機器の多くは従来車の廃車発生品などを流用したものである。また、本形式は直流600 V電化区間および同1,500 V電化区間の両方を走行可能とするため、電圧転換装置を床下に搭載する。この装置は架線からの電圧を検知して、回路を直流600 V対応または同1,500 V対応に自動的に切り替えて構成する仕組みとなっており、前述した屋根上搭載の抵抗器は直流1,500 V電化区間走行時にのみ使用する。
制御装置はアメリカ・ウェスティングハウス・エレクトリック (WH) 製のHL-480F電空単位スイッチ式間接非自動制御器（HL制御器）を搭載する。
主電動機は東洋電機製造TDK-516-E直流直巻電動機（端子電圧600 V時定格出力60 kW）を採用する。名鉄におけるTDK-516系主電動機は戦前よりモ600形（初代）・モ650形・モ700形などにおいて採用実績のある機種で、本形式への搭載に際しては従来車各形式にて主電動機の振り替えが実施され、本形式6両分のTDK-516-Eが確保されている。モ601・モ602の2両は全軸に主電動機を装架する4基電動機仕様であるのに対して、モ603 - モ606の4両は各台車の内側軸（第2・第3軸）にのみ主電動機を装架する2基電動機仕様である点が異なる。当初計画段階においては、将来的に全車とも4基電動機仕様として、制御車を連結し運用する計画であったとされ、そのため2基電動機仕様車についても車体側の配線などを4基電動機仕様車と統一することにより、主電動機増設を容易に実施可能な設計としている。歯車比は2.65 (61:23)、駆動方式は吊り掛け式である。
台車は、4基電動機仕様のモ601・モ602がボールドウィン・ロコモティブ・ワークス (BLW) 42-84-MCB-1（固定軸間距離1,981 mm）を、2基電動機仕様のモ603 - モ606が日本車輌製造D12（固定軸間距離2,000 mm）を、それぞれ装着する。前者はモ450形の廃車発生品、後者は台車振り替えによってモ180形より転用したもので、いずれも形鋼組立形の釣り合い梁台車である。また、モ606の台車には軌条塗油装置を搭載する。
制動装置は連結運転を考慮してSME三管式非常直通空気ブレーキを常用制動として採用、手ブレーキおよび保安ブレーキを併設する。
前後妻面に装着される連結器は密着自動連結器を採用する。連結運転を考慮してブレーキ配管（常用制動管・非常制動管）を同時に接続可能な構造としたほか、連結器上部へ電気連結器を併設して連結・解放時の作業省力化が図られている。
その他、低圧電源供給を目的として東洋電機製造TDK-306-9D直流電動発電機（MG、定格出力3 kW）を、制動装置の動作などに用いる空気圧供給を目的としてDH-16電動空気圧縮機（CP、定格吐出量460 L/min）を、それぞれ1両あたり1基搭載する。

## 運用
本形式はモ601 - モ606の6両が日本車輌製造にて落成し、全車1970年（昭和45年）6月3日付で竣功した。なお、製造元の日本車輌製造豊川工場から配属先となる岐阜検車区（岐阜工場）までの輸送は、本形式が複電圧仕様であることを生かして名古屋本線など架線電圧1,500 V仕様の幹線路線区を終電後に自力回送する形で実施された。
1970年（昭和45年）6月25日に実施された美濃町線系統の運行ダイヤ改正・新岐阜直通運転開始と同時に就役、本形式は同改正にて新設された美濃 - 新関 - 新岐阜間の直通急行列車運用へ主に充当され、多客時には本形式2両を連結した2両編成で運用された。
前述のように、軌道線での使用を優先させた車体形状のため各務原線区間では在来のプラットホームが使用できず、同線の停車駅となった新岐阜・田神の両駅には軌道線規格のホームが設置された。
その後、急行列車は1975年（昭和50年）9月の運行ダイヤ改正に際して廃止となり、さらに後年、利用者の減少に伴って連結運転も行われなくなった。前述の通り、本形式は直通運転開始による利用者の増加を想定し、制御車を連結した2両編成運用を考慮した設計とされていたが、連結運転中止によって制御車導入計画が事実上消滅したため、1980年代中盤までに4基電動機仕様車であったモ601・モ602の主電動機のうち半数を撤去し、全車とも2基電動機仕様で統一された。また、車体塗装については導入後間もなく白帯を省略しスカーレット1色塗装に変更された。
本形式は後年導入された複電圧車両のモ880形とともに新岐阜直通運用へ充当され、美濃町線系統におけるワンマン運転開始に伴って、軌条塗油装置を搭載するモ606が1999年（平成11年）10月に車外バックミラー・客用扉開扉時に点灯する乗降表示灯・車内運賃箱および運賃表示器などを新設してワンマン運転対応車に改造された。
その後本形式は、2000年（平成12年）の複電圧対応の新型低床車両モ800形（2代）導入、および美濃町線系統における運用見直しによって余剰が発生した。モ604・モ605が2000年（平成12年）9月4日付で、モ601が同年10月24日付で、モ602・モ603が同年12月22日付でそれぞれ除籍され、モ601・モ603・モ605の3両は解体処分を免れて各地にて静態保存された。また、モ604・モ605の電圧転換装置など一部の主要機器は、モ870形の複電圧対応改造に際して流用された。ただし、前述したモ606のみは予備車として残存し、前記5両の廃車と同時期に、使用機会が消滅した電気連結器および貫通扉部渡り板が撤去された。
その後、モ606は2004年（平成16年）9月に車体塗装を腰板部へ白帯を配した落成当初の塗装に復元、美濃町線を含む岐阜地区の架線電圧600 V路線区の営業最終日まで運用された。モ606は営業最終日同日の2005年（平成17年）3月31日付で除籍され、本形式は全廃となった。

## 保存車両

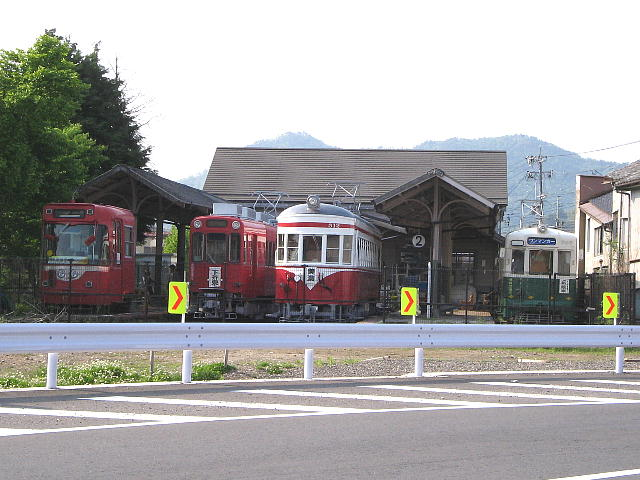
旧美濃駅構内にて静態保存されるモ601（左から2両目）

前述の通り、本形式6両のうち2000年（平成12年）に廃車となった3両が岐阜県内の各所にて静態保存された。
- モ601 - 旧美濃駅構内にて静態保存[20]。なお、車内の座席は全て撤去されている。
- モ603 - 各務原線手力駅付近の飲食店（後に託児所）にて静態保存[20]されていたが、同所の廃業により2011年に解体された。
- モ605 - 高山市清見町の民間宿泊施設「飛騨フォレストビレッジ」（廃業）にてカラオケルームとして再利用されていた[24]が、雪害によって横転・損壊したため解体された[25]。

唯一現存するモ601が保存された旧美濃駅は美濃町線の路線縮小に際して1999年（平成11年）4月に廃止となった駅であるが、大正期に建造された駅舎が国の登録有形文化財となっており、構内にはモ601のほか、モ510形512・モ590形593、およびモ870形876のカットボディが保存されている。